# Gabriel Umpiérrez
Gabriel Umpiérrez (* 23. Mai 1970) ist ein ehemaliger uruguayischer Leichtathlet und derzeitiger Trainer.

## Ausbildung und Karriere
Umpiérrez begann seine schulische Ausbildung auf der Escuela Nº133 in Montevideo und setzte diese dort am Liceo Nº10 "Carlos Vaz Ferreira" fort. Im Rahmen seiner aktiven sportlichen Karriere war er in den Laufwettbewerben auf den Mittelstrecken aktiv. 1993 wurde er Uruguayischer Meister über 800 Meter und über 1500 Meter. Den 800-Meter-Meistertitel verteidigte er jeweils in den beiden Folgejahren. 1994 nahm er an den Iberoamerikanischen Meisterschaften in Mar del Plata teil. Dort belegte er in seinem 800-Meter-Vorlauf den 6. Platz. Im 1500-Meter-Finale wurde er Zehnter. Auch gehörte er dem uruguayischen Team bei den Südamerikameisterschaften 1995 an. In jenem Jahr war er beim Corrida de San Fernando in Punta del Este bestplatzierter Uruguayer. 1998 absolvierte er am Instituto Superior de Educación Física erfolgreich die Leichtathletiktrainer-Ausbildung und qualifizierte sich in den Folgejahren regelmäßig in diesem Bereich weiter. Von 2001 bis 2012 wirkte er als Individual-Trainer. Zudem war er von 2000 bis 2008 Leichtathletiktrainer des Club Andresito. Seine Schützlinge Jorge Carsin und Waldemar Cotelo wurden in den Jahren 2001 bis 2004 Uruguayische Meister im Marathon. Ferner trainierte er Martín Mañana, José Luis Pérez und Laura Bazallo. 2005, 2006 und 2007 war er bei den Südamerikameisterschaften Nationaltrainer der uruguayischen Querfeldeinläufer.

## Erfolge
- Uruguayischer Meister: 1993, 1994, 1995 - 800 Meter
- Uruguayischer Meister: 1993  -1500 Meter